# Геоконфліктологія
Геоконфліктоло́гія – це наука, яка вивчає в сукупності географічні, політичні та інші чинники, які здійснюють вплив на виникнення, розвиток та наслідки політичних, в т.ч. військових конфліктів.
Область географічного знання, що оформляється на початку XXI ст. Предмет геоконфліктології – виявлення передумов і факторів інтегрального геопростору, що обумовлюють можливість виникнення й характер політичного (збройного) конфлікту.